# Eugenia cavalcanteana
Eugenia cavalcanteana är en myrtenväxtart som beskrevs av Joáo Rodrigues de Mattos. Eugenia cavalcanteana ingår i släktet Eugenia och familjen myrtenväxter. Inga underarter finns listade i Catalogue of Life.